# Аудиенция (пьеса)
«Аудиенция» (англ. The Audience) — пьеса британского драматурга и сценариста Питера Моргана, поставленная в 2013 году в лондонском театре Гилгуд. Сюжет пьесы строится вокруг еженедельных аудиенций, которые проводила королева Елизавета II с премьер-министрами Великобритании на протяжении своего правления.

## История постановки
Премьера пьесы состоялась 15 февраля 2013 года. Роль королевы Елизаветы исполнила Хелен Миррен (это второе её воплощение королевы, первое состоялось в 2006 году в одноимённом фильме, автором сценария к которому был также Морган). За своё исполнение Миррен получила премию Лоренса Оливье и премию газеты Evening Standard. Также премия Лоренса Оливье досталась Ричарду Маккейбу за роль Гарольда Вильсона.
Пьеса транслировалась в прямом эфире в кинотеатрах Великобритании, Северной Америке и ряде других стран в рамках проекта National Theatre Live («Национальный театр в прямом эфире») 13 июня 2013 года.
Ограниченный прокат на Бродвее начался 8 марта 2015 года в театре Геральд Шенфельд. Главные роли повторили большинство актёров оригинальной постановки. В этом же году прошёл повтор пьесы на лондонской сцене, главную роль исполнила Кристин Скотт Томас.
В постановку 2015 года были внесены существенные изменения, связанные с изменением расклада политических сил в Великобритании. В течение 15 недель ограниченного показа сценаристы постоянно работали над аудиенцией Дэвиду Камерону, чтобы каждый раз у зрителей было ощущение, что эта аудиенция действительно происходит у них на глазах. В том числе были упомянуты повторная победа консерваторов на выборах, расстановка сил во вновь сформированном парламенте, коррупционный скандал в FIFA. Также из сюжета была вырезана короткая сцена с Джеймсом Каллагэном, что позволило добавить в пьесу Тони Блэра.

### Постановки на других языках
В марте 2015 года в Сословном театре Праги состоялась премьера пьесы на чешском языке. Полное название на чешском языке «Аудиенция у королевы». Роль Елизаветы исполняет известная чешская актриса Ива Янжурова. Постановка пользуется большой популярностью, билеты распродаются в течение нескольких часов с начала продаж.
14 октября 2016 года состоялась премьера «Аудиенции» в Будапеште. Пьесу поставили в Pesti Szinhaz (одна из площадок будапештского Театра комедии). Главную роль исполняла обладательница премии Кошшута, популярная актриса и певица Юдит Халас.

### «Аудиенция» в России
В феврале 2015 года появилась информация о постановке «Аудиенции» на российской сцене в Театре наций. Главная роль предназначена Инне Чуриковой, режиссёром спектакля выступает её супруг Глеб Панфилов. Постановка осуществляется совместно театром «Ленком» и его американскими партнёрами на сцене московского «Театра наций». После переговоров об авторских правах Питер Морган в очередной раз переработал текст пьесы. В русскоязычной версии добавлена тема отношений Великобритании с Россией, в том числе упоминаются визит Ю. А. Гагарина в Великобританию, перестройка, события на Украине. Впоследствии в постановке появилась также премьер-министр Тереза Мэй, а разговор с ней королева вела о процессе «брекзита». Премьера состоялась 25 апреля 2017 года. С 29 апреля 2019 года спектакль игрался на сцене театра им. Евг. Вахтангова Проект был закрыт после смерти Инны Чуриковой в январе 2023 года.

## Составы исполнителей
| Персонаж          | Вест Энд (2013 год)                                                                 | Бродвей (2015 год)       | Москва (2017 год)                      |
| ----------------- | ----------------------------------------------------------------------------------- | ------------------------ | -------------------------------------- |
| Елизавета II      | Хелен Миррен                                                                        | Хелен Миррен             | Инна Чурикова                          |
| Джон Мэйджор      | Пол Риттер                                                                          | Дилан Бейкер             | Анатолий Лобоцкий, Сергей Пиотровский  |
| Гордон Браун      | Натаниель Паркер                                                                    | Роб МакЛахлан            |                                        |
| Гарольд Вильсон   | Ричард Маккейб                                                                      | Ричард Маккейб           | Сергей Пинегин, Сергей Колесников      |
| Уинстон Черчилль  | Роберт Харди (был заменен до начал показов из-за проблем со здоровьем)) Эдвард Фокс | Дэйкин Мэтьюс            | Михаил Горевой                         |
| Энтони Иден       | Майкл Элвин                                                                         | Майкл Элвин              | Андрей Харитонов                       |
| Маргарет Тэтчер   | Хейдн Гуинн                                                                         | Джудит Айви              | Галина Тюнина, Вера Воронкова          |
| Дэвид Кэмерон     | Руфус Райт                                                                          | Руфус Райт               | Игорь Коняхин, Олег Масленников-Войтов |
| Тони Блэр         | не появляется                                                                       | Руфус Райт               | не появляется                          |
| Джеймс Каллагэн   | Дэвид Пирт                                                                          | Тони Уорд                | не появляется                          |
| Гарольд Макмиллан | не появляется                                                                       | не появляется            | Андрей Харитонов                       |
| Шталмейстер       | Джеффри Биверс                                                                      | Джеффри Биверс           | Владимир Ерёмин                        |
| Молодая Елизавета | Бебе Кейв Майя Гербер Нелл Уильямс                                                  | Сэди Синк Элизабет Титер | Анна Манакина, Елизавета Пинегина      |

## Построение сюжета
Сюжет пьесы строится вокруг аудиенций королевы Елизаветы II премьер-министрам Великобритании. Чаще всего аудиенции, которые видят зрители, «происходят» во время важных и даже переломных моментов в жизни королевы, а иногда и в истории всего королевства. Королева предстаёт перед нами в разных возрастах, никогда не изменяя своему стилю. Большинство преображений происходит прямо на сцене, практически на глазах у зрителей. Одновременно с этим королева вспоминает своё детство и проводит параллели между выбором тринадцатилетней девочки и выбором главы государства. И хотя, согласно правилам, королева может только консультироваться, советовать и упреждать, зрители могут видеть, что первая дама имеет значительное влияние на решения своих министров и политику государства в целом. В ответ на это главы её правительства помогают ей в деликатных и непростых ситуациях. Шталмейстер разъясняет порядок проведения аудиенций и тонкости придворного этикета.
Помимо королевы, в пьесе фигурируют 10 премьер-министров: сэр Уинстон Черчилль, сэр Энтони Иден, Гарольд Вильсон, Джеймс Каллахан (только в версии 2013 года), Маргарет Тэтчер, Джон Мейджор, Тони Блэр (только в версии 2015 года), Гордон Браун, Дэвид Камерон.